# Przybyszew (gromada)
Przybyszew – dawna gromada, czyli najmniejsza jednostka podziału terytorialnego Polskiej Rzeczypospolitej Ludowej w latach 1954–1972.
Gromady, z gromadzkimi radami narodowymi (GRN) jako organami władzy najniższego stopnia na wsi, funkcjonowały od reformy reorganizującej administrację wiejską przeprowadzonej jesienią 1954 do momentu ich zniesienia z dniem 1 stycznia 1973, tym samym wypierając organizację gminną w latach 1954–1972.
Gromadę Przybyszew z siedzibą GRN w Przybyszewie utworzono – jako jedną z 8759 gromad – w powiecie grójeckim w woj. warszawskim, na mocy uchwały nr VI/10/5/54 WRN w Warszawie z dnia 5 października 1954. W skład jednostki weszły obszary dotychczasowych gromad Osuchów, Pacew i Przybyszew ze zniesionej gminy Borowe w tymże powiecie. Dla gromady ustalono 13 członków gromadzkiej rady narodowej.
1 stycznia 1956 gromada weszła w skład nowo utworzonego powiatu białobrzeskiego w woj. kieleckim.
29 lutego 1956 do gromady Przybyszew przyłączono wieś Strupiechów z gromady Goszczyn w powiecie grójeckim w woj. warszawskim.
1 stycznia 1969 do gromady Przybyszew przyłączono obszar zniesionej gromady Rykały.
Gromada przetrwała do końca 1972 roku, czyli do kolejnej reformy gminnej.